# Duolun
Duolun (chiń. 多伦县; pinyin: Duōlún Xiàn) – powiat w północnych Chinach, w regionie autonomicznym Mongolia Wewnętrzna, w związku Xilin Gol. W 1999 roku liczył 103 316 mieszkańców.